# Австрийско-швейцарские отношения
Австрийско-швейцарские отношения — двусторонние дипломатические отношения между Австрией и Швейцарией. Протяжённость государственной границы между странами составляет 158 км.

## История
Государства преимущественно немецкоязычные.
2 ноября 1945 года Швейцария официально признала Австрийскую Республику. В течение следующих двух лет были открыты дипломатические представительства. После окончания Второй мировой войны страны установили тесные и дружеские отношения. С 1955 года Австрия стала придерживаться политики нейтралитета, что ещё сильнее сблизило её со Швейцарией. В 1995 году отношения стран несколько ухудшились после присоединения Австрии к Европейскому союзу, но Австрия всё равно осталась особым партнером Швейцарии в Европе. Страны традиционно сотрудничают во многих областях, включая экономические и финансовые вопросы, образование, исследования, инновации и культуру.
Страны регулярно проводят переговоры с Лихтенштейном и Германией в целях политической координации, а также сотрудничают на многостороннем уровне в Организации Объединённых Наций, Организации по безопасности и сотрудничеству в Европе (ОБСЕ) и Совете Европы. Согласно традиции, первый визит нового главы правительства или министра иностранных дел Австрии и Швейцарии после вступления в должность традиционно осуществляется в соседнюю страну. В 2017 году в Австрии проживало 16157 швейцарских граждан. В 2017 году в Швейцарии было зарегистрировано 1781 австрийских студентов.
Вместе обе страны организовали Кубок Европы 2008.

## Торговля
В 2017 году объём товарооборота между странами составил сумму более 14 млрд. швейцарских франков. Швейцария является одним из крупнейших инвесторов в экономику Австрии: в конце 2016 года сумма инвестиций составила 8,2 млрд швейцарских франков. Швейцарские компании в Австрии имеют штатную численность около 31 778 человек. Прямые инвестиции Австрии в Швейцарию резко возросли с 2000 года, а в конце 2016 года составили 7,3 млрд швейцарских франков.

## Дипломатические представительства
Австрия имеет посольство в Берне, генеральное консульство в Цюрихе и семь почетных консульств в Базелье, Куре, Женеве, Лозанне, Лугано, Люцерне и Санкт-Галлене. Швейцария имеет посольство в Вене и шесть почетных консульств в Брегенце, Граце, Инсбруке, Клагенфурте, Линце и Зальцбурге.